# Jamnagar
Jamnagar (Gujarati: જામનગર, Jāmanagar; früher Nawanagar) ist die Hauptstadt des gleichnamigen Distrikts im westlichen Bundesstaat Gujarat in Indien. Die Stadt wurde insbesondere in den 1920er Jahren von Maharadscha K. S. Ranjitsinhji ausgebaut, damals war sie unter dem Namen Nawanagar Hauptstadt des gleichnamigen Fürstenstaats. Heute hat sie etwa 530.000 Einwohner (Volkszählung 2011). Sie ist auch das Juwel von Gujarat bekannt und ist die fünftgrößte Stadt des Bundesstaates.

## Geschichte
Jamnagar wurde im 1540 von einem Krieger Jam Raval, einem Führer der Jadeja Rajput gegründet. Auf einem Jagdausflug sollen Hasen seine Jagdhunde vertrieben haben und so soll er gedacht haben, dass die Menschen die auf diesem Land geboren würden, den anderen Überlegen seien. Somit gründete er Nawanagar an dieser Stelle was auch Neue Stadt heisst. Später hat man die Nawanagar zu seinen Ehren in Jamnagar umbenannt.

## Geografie
Jamnagar liegt im Süden des Golf von Kachchh und ist in der jüngsten Zeit zu einem bedeutenden Industriestandort aufgestiegen. Der Hafen von Bedi liegt neben Jamnagar. Der Standort Jamnagar profitiert auch von der Lage in einer Sonderwirtschaftszone mit entsprechenden Steuer- und Zollerleichterungen für Reliance Industries Limited (RIL).

## Wirtschaft
Verantwortlich für den wirtschaftlichen Aufstieg von Jamnagar ist unter anderem die Entscheidung von Reliance Industries (RIL), Indiens größtem privaten Unternehmen, dort die weltweit größte Raffinerie aufzubauen. Bis zum Jahre 2008 verarbeitete die Raffinerie rund 660.000 Barrel pro Tag und lag damit weltweit an Platz drei. Der Startschuss für eine Erweiterung um 580.000 Barrel fiel am 1. Dezember 2005. Als die Erweiterung im Jahre 2008 vollendet wurde, lag die Kapazität bei über 1.200'000 Barrel pro Tag. Im Jahre 2010 war die Raffinerie die größte der Welt. Wegen der Weltwirtschaftskrise wurde der Bau eines Crackers zur Herstellung von Ethylen und Propylen verzögert, konnte jedoch bis zum Jahre 2014 abgeschlossen werden. Ferner sind der Aufbau einer Kohlevergasungsanlage sowie von Einrichtungen zur Vergasung von Flüssigerdgas (LNG) als Ergänzungen vorgesehen.
Zur Beschäftigung der Bauern, denen für die Anlage des Industriekomplexes Land abgekauft wurde, hat Reliance Industries eine Mango-Plantage mit im Jahre 2010 mehr als 100.000 Bäumen angelegt, die auf 150.000 Bäume erweitert werden soll. Bei ihrer Erstellung sei sie größer gewesen als die legendäre Mango Plantage vom Indischen Mogul Akbar.
Jamnagar ist zudem Standort von „Essar Oil“, einer weiteren wichtigen indischen Raffinerie.
Im Jamnagar wurde im Jahre 2020 das Ayurveda Research and Teaching Institute vom indischen Premierminister Narendra Modi eröffnet.